# Dąbrówka-Ług
Dąbrówka-Ług – wieś w Polsce położona w województwie mazowieckim, w powiecie siedleckim, w gminie Skórzec. Ma status sołectwa.
W latach 1975–1998 miejscowość administracyjnie należała do województwa siedleckiego.

## Ochotnicza Straż Pożarna
Ochotniczą Straż Pożarną powołano we wsi 22 maja 1920. Początkowo dysponowała ręczną pompą i dwoma konnymi beczkowozami o pojemności 200 litrów każdy. W późniejszych latach zakupiono specjalistyczny konny wóz strażacki i wybudowano remizę. Od 1967 jednostka dysponowała samochodem strażackim (pozyskanym jako złom i przystosowanym do potrzeb OSP). W latach 80. XX wieku jednostka otrzymała dwa specjalistyczne samochody strażackie. 
Od 1995 OSP w Dąbrówce-Ług należy do Krajowego Systemu Ratowniczo-Gaśniczego. W 2020 roku jednostka używa dwóch wozów: Scanii GBA 3/32 i Jelcza GCBA 6/32.